# Abell 133
Abell 133 je galaktički skup u Kitu.